# Glyptothorax
Glyptothorax is een geslacht van straalvinnige vissen uit de familie van zuigmeervallen (Sisoridae).

## Soorten
- Glyptothorax alaknandi Tilak, 1969
- Glyptothorax anamalaiensis Silas, 1952
- Glyptothorax annandalei Hora, 1923
- Glyptothorax armeniacus (Berg, 1918)
- Glyptothorax ater Anganthoibi & Vishwanath, 2011
- Glyptothorax botius (Hamilton, 1822)
- Glyptothorax brevipinnis Hora, 1923
- Glyptothorax buchanani Smith, 1945
- Glyptothorax burmanicus Prashad & Mukerji, 1929
- Glyptothorax callopterus Smith, 1945
- Glyptothorax caudimaculatus Anganthoibi & Vishwanath, 2011
- Glyptothorax cavia (Hamilton, 1822)
- Glyptothorax chimtuipuiensis Anganthoibi & Vishwanath, 2010
- Glyptothorax chindwinica Vishwanath & Linthoingambi, 2007
- Glyptothorax conirostris (Steindachner, 1867)
- Glyptothorax coracinus Ng & Rainboth, 2008
- Glyptothorax cous (Linnaeus, 1766)
- Glyptothorax davissinghi Manimekalan & Das, 1998
- Glyptothorax deqinensis Mo & Chu, 1986
- Glyptothorax dikrongensis Tamang & Chaudhry, 2011
- Glyptothorax dorsalis Vinciguerra, 1890
- Glyptothorax exodon Ng & Rachmatika, 2005
- Glyptothorax filicatus Ng & Freyhof, 2008
- Glyptothorax fokiensis (Rendahl, 1925)
- Glyptothorax furcatus Jiang, Ng, Yang & Chen, 2012
- Glyptothorax fuscus Fowler, 1934
- Glyptothorax garhwali Tilak, 1969
- Glyptothorax gracilis (Günther, 1864)
- Glyptothorax granosus Jiang, Ng, Yang & Chen, 2012
- Glyptothorax granulus Vishwanath & Linthoingambi, 2007
- Glyptothorax hainanensis (Nichols & Pope, 1927)
- Glyptothorax honghensis Li, 1984
- Glyptothorax housei Herre, 1942
- Glyptothorax indicus Talwar, 1991
- Glyptothorax interspinalus (Mai, 1978)
- Glyptothorax jalalensis Balon & Hensel, 1970
- Glyptothorax jayarami Rameshori & Vishwanath, 2012
- Glyptothorax kashmirensis Hora, 1923
- Glyptothorax ketambe Ng & Hadiaty, 2009
- Glyptothorax kudremukhensis Gopi, 2007
- Glyptothorax kurdistanicus (Berg, 1931)
- Glyptothorax laak (Popta, 1904)
- Glyptothorax lampris Fowler, 1934
- Glyptothorax lanceatus Ng, Jiang & Chen, 2012
- Glyptothorax laosensis Fowler, 1934
- Glyptothorax lonah (Sykes, 1839)
- Glyptothorax longicauda Li, 1984
- Glyptothorax longjiangensis Mo & Chu, 1986
- Glyptothorax macromaculatus Li, 1984
- Glyptothorax madraspatanus (Day, 1873)
- Glyptothorax major (Boulenger, 1894)
- Glyptothorax malabarensis Gopi, 2010
- Glyptothorax manipurensis Menon, 1955
- Glyptothorax minimaculatus Li, 1984
- Glyptothorax naziri Mirza & Naik, 1969
- Glyptothorax nelsoni Ganguly, Datta & Sen, 1972
- Glyptothorax ngapang Vishwanath & Linthoingambi, 2007
- Glyptothorax nieuwenhuisi (Vaillant, 1902)
- Glyptothorax obliquimaculatus Jiang, Chen & Yang, 2010
- Glyptothorax obscurus Li, 1984
- Glyptothorax pallozonus (Lin, 1934)
- Glyptothorax panda Ferraris & Britz, 2005
- Glyptothorax pectinopterus (McClelland, 1842)
- Glyptothorax platypogon (Valenciennes, 1840)
- Glyptothorax platypogonides (Bleeker, 1855)
- Glyptothorax plectilis Ng & Hadiaty, 2008
- Glyptothorax poonaensis Hora, 1938
- Glyptothorax prashadi Mukerji, 1932
- Glyptothorax punjabensis Mirza & Kashmiri, 1971
- Glyptothorax quadriocellatus (Mai, 1978)
- Glyptothorax rugimentum Ng & Kottelat, 2008
- Glyptothorax saisii (Jenkins, 1910)
- Glyptothorax schmidti (Volz, 1904)
- Glyptothorax siamensis Hora, 1923
- Glyptothorax silviae Coad, 1981
- Glyptothorax sinensis (Regan, 1908)
- Glyptothorax steindachneri (Pietschmann, 1913)
- Glyptothorax stocki Mirza & Nijssen, 1978
- Glyptothorax stolickae (Steindachner, 1867)
- Glyptothorax strabonis Ng & Freyhof, 2008
- Glyptothorax striatus (McClelland, 1842)
- Glyptothorax sufii Asghar Bashir & Mirza, 1975
- Glyptothorax sykesi (Day, 1873)
- Glyptothorax telchitta (Hamilton, 1822)
- Glyptothorax trewavasae Hora, 1938
- Glyptothorax trilineatus Blyth, 1860
- Glyptothorax ventrolineatus Vishwanath & Linthoingambi, 2006
- Glyptothorax zanaensis Wu, He & Chu, 1981
- Glyptothorax zhujiangensis Lin, 2003